# 京都府立医科大学附属病院
京都府立医科大学附属病院（きょうとふりついかだいがくふぞくびょういん、英語: University Hospital, Kyoto Prefectural University of Medicine）は、京都府京都市上京区にある医療機関。京都府公立大学法人が開設し、京都府立医科大学に附属する大学病院である。

## 沿革

### 年表
- 1872年（明治5年）9月 - 蘭学医の明石博高らによって療病院が設立され、ドイツ人医師などによって診療が行われる
- 1872年（明治5年）11月 - 青蓮院に移り、治療を行いながら医学生を教育
- 1880年（明治13年）7月 - 現在地に移転
- 1921年（大正10年）10月 - 京都府立医科大学設置
- 1924年（大正13年）10月 - 附属療病院を附属医院に改称
- 1951年（昭和26年）4月 - 附属医院を附属病院に改称
- 1982年（昭和57年）11月 - 附属小児疾患研究施設（京都府こども病院）竣工
- 2008年（平成20年）4月 - 京都府公立大学法人設立
- 2013年（平成25年）4月 - 附属北部医療センター（元京都府立与謝の海病院）開設
- 2017年（平成29年）
  - 2月14日 - 刑務所収監予定だった暴力団総長の虚偽診断書を大阪高等検察庁に提出し、収監を阻止したとして虚偽公文書作成容疑で強制捜査を受ける。
  - 3月 - 上記に関連して民間病院の医師など3人が逮捕（当院医師は不起訴処分[1]）。

## 診療科
- 総合診療科
- 消化器内科
- 循環器内科
- 腎臓内科
- 呼吸器内科
- 内分泌・糖尿病・代謝内科
- 血液内科
- 膠原病・リウマチ・アレルギー科
- 精神科・心療内科
- 消化器外科
- 心臓血管外科
- 呼吸器外科
- 内分泌・乳腺外科
- 移植・一般外科
- 形成外科
- 脳神経外科
- 整形外科
- 産婦人科
- 小児科
- 眼科
- 皮膚科
- 泌尿器科
- 耳鼻咽喉科
- 放射線科
- 麻酔科
- 歯科
- 漢方外来
- 救急医療科

小児疾患研究施設（京都府こども病院）
- 小児科
- 小児外科
- 小児心臓血管外科

脳・血管系老化研究センター
- 脳神経内科

## 保険指定施設
（下表の出典）
| 保険医療機関                                   | 労災保険指定医療機関                                                       |
| 臨床研修病院                                   | 指定自立支援医療機関（更生医療）                                           |
| 臨床修練指定病院                               | 指定自立支援医療機関（育成医療）                                           |
| がん診療連携拠点病院                           | 指定自立支援医療機関（精神通院医療）                                       |
| エイズ治療拠点病院                             | 身体障害者福祉法指定医の配置されている医療機関                             |
| 肝疾患診療連携拠点病院                         | 精神保健及び精神障害者福祉に関する法律に基づく指定病院又は応急入院指定病院 |
| 特定疾患治療研究事業指定医療機関               | 精神保健指定医の配置されている医療機関                                     |
| 生活保護法指定医療機関                         | DPC対象病院                                                                |
| 結核指定医療機関                               | 指定療育医療機関                                                           |
| 指定養育医療機関                               | 小児慢性特定疾患治療研究事業指定医療機関                                   |
| 戦傷病者特別援護法指定医療機関                 | 原子爆弾被害者医療指定医療機関                                             |
| 原子爆弾被害者一般疾病医療取扱医療機関         | 地域周産期母子医療センター                                                 |
| 感染症指定医療機関（第一種感染症指定医療機関） | 感染症指定医療機関（第二種感染症指定医療機関）                             |
| 母体保護法指定医の配置されている医療機関       | 特定機能病院                                                               |
| 災害拠点病院（地域）                           | 公害医療機関                                                               |

- 小児がん拠点病院[6]
- 原子力災害拠点病院[7]
- 公益財団法人日本医療機能評価機構認定病院[8]
- このほか、各種法令による指定・認定病院であるとともに、各学会の認定施設でもある。

## 交通アクセス
- 京阪鴨東線「神宮丸太町駅」より徒歩10分[9]
- 京阪鴨東線「出町柳駅」より徒歩15分[9]
- 京都市営バス 「府立医大病院前」バス停下車すぐ[9]

## 近隣施設
- 京都大学医学部附属病院

## 不祥事
- 同病院の複数の医師が、恐喝容疑で懲役8年の判決が確定した指定暴力団・山口組系淡海一家の組長の健康状態について、「腎臓にウイルス性の炎症があるため、刑務所への収監には耐えられない」などの虚偽の内容の報告書を提出したとして、虚偽公文書作成などの容疑で京都府警察が2017年2月14日に同病院を捜索した。収監を逃れるため同一家が同病院に依頼した可能性がある[10]。最終的に家宅捜索を受けた医師は不起訴処分となった[1]。

- 2020年6月から2021年11月にかけて、同病院の男性医師が手術中に盗撮を行った[11]。全身麻酔で意識のない当時10歳の女児ら女性患者7人の体をスマートフォンで撮影し、京都府の迷惑防止条例違反と児童ポルノ禁止法違反の罪に問われた。2022年11月、京都地方裁判所は「医師という立場を悪用し、患者らの信用を裏切った卑劣で悪質な犯行」などと指摘して懲役2年6か月（執行猶予5年）の判決を言い渡した。